# Thubten Gyatso
Thubten Gyatso, às vezes chamado de Thupten Gyatso, abreviado a partir de Ngawang Lobsang Thupten Gyatso Jigdral Chokley Namgyal; em tibetano: ཐུབ་བསྟན་རྒྱ་མཚོ་; Wylie: Thub Bstan Rgya Mtsho (Samye, 12 de fevereiro de 1876 – Palácio de Potala, 17 de dezembro de 1933) foi o décimo terceiro Dalai Lama do Tibete.

## Vida
Em 1878 ele foi reconhecido como a reencarnação do Dalai Lama. Ele foi escoltado a Lhasa e recebeu seus votos de pré-noviço pelo Panchen Lama, Tenpai Wangchuk, e nomeado "Ngawang Lobsang Thupten Gyatso Jigdral Chokley Namgyal". Em 1879 ele foi entronizado no Palácio de Potala, mas não assumiu o poder político até 1895, depois de atingir sua maturidade.
Thubten Gyatso foi um reformador intelectual que provou ser um político hábil. Ele foi responsável por combater a expedição britânica ao Tibete, restaurando a disciplina na vida monástica e aumentando o número de funcionários leigos para evitar que um poder excessivo fosse colocado nas mãos dos monges.

## Profecias e morte
O 13º Dalai Lama previu antes de morrer:
Muito em breve nesta terra (com uma mistura harmoniosa de religião e política), atos enganosos podem ocorrer de fora e de dentro. Nesse momento, se não nos atrevermos a proteger nosso território, nossas personalidades espirituais, incluindo o Pai e Filho Vitoriosos (Dalai Lama e Panchen Lama ) podem ser exterminados sem deixar vestígios, a propriedade e autoridade de nossos Lakangs (residências de lamas reencarnados) e monges podem ser levados embora. Além disso, nosso sistema político, desenvolvido pelos Três Grandes Reis do Dharma (Tri Songtsen Gampo, Tri Songdetsen e Tri Ralpachen) desaparecerá sem restar nada. A propriedade de todas as pessoas, altas e baixas, será confiscada e as pessoas forçadas a se tornarem escravas. Todos os seres vivos terão que suportar dias intermináveis de sofrimento e serão atingidos pelo medo. Essa hora vai chegar. 
Aproximadamente 6 000 mosteiros foram destruídos durante a Revolução Cultural, destruindo a grande maioria da arquitetura histórica tibetana.
Faleceu em dezembro de 1933 por pneumonia.